# Gempe
Gempe is een gehucht van Sint-Joris-Winge, deelgemeente van Tielt-Winge (Vlaams-Brabant, België).

## Geschiedenis
Gempe is ontstaan aan het kruispunt van de oude wegen tussen Leuven, Diest en Halen. Rond dit kruispunt, ongeveer halverwege tussen Leuven en Diest en tussen Tienen en Aarschot, ontstond in de middeleeuwen een bedrijvig centrum met een herberg (de afspanning 'de Drie Heringe'), een brouwerij, een watermolen (heden de Gempemolen geheten) en een smidse. Iets verder richting Leuven moesten de reizigers een drassige holle weg trotseren. Het gehucht was een ideale plaats om te overnachten, de paarden te laten rusten en het materiaal te laten herstellen. De verbindingswegen waren in de late middeleeuwen in niets vergelijkbaar met nu.
Ridder Renier van Udekem, heer van Schaffen en Lubbeek, stichtte in 1219 een norbertinessenklooster in zijn hof te Pellenberg om er zijn zeven dochters in onder te brengen. Het klooster kon daar niet blijven omdat het volgens de regels van de norbertijnen te dicht bij de abdij van Park in Heverlee lag. Hendrik I, Hertog van Brabant schonk de kloostergemeenschap een stuk grond met de watermolen te Gempe, en voorkwam zodoende dat het klooster afgeschaft werd. Zo ontstond het klooster van Gempe, dat de mooie naam "'s Hertogen Eiland" droeg. Het klooster lag oorspronkelijk ergens in Gempe zelf, maar verhuisde in 1252 zo'n 600 meter naar het zuiden, in de vallei van de Molenbeek.
De afspanning 'de Drie Heringe' stond vlak aan de brug van de Molenbeek. Het gebouw van het begin van de 17de eeuw was een prachtige constructie met een verdiep en met twee trapgevels. De symmetrische voorgevel had negen vensters met witstenen kruiskozijnen en een centrale boogdeur. In het verlengde was een lager zijgebouw van 1773 in dezelfde stijl (nog bestaande, zie foto). Aan de overkant van de weg, eveneens langs de Molenbeek, stonden de stallingen en een schuur, die de watermolen aan het zicht onttrokken.
Gempe heeft zijn huidig karakter te danken aan de aanleg van de steenweg Leuven - Diest in 1783-1785. Deze steenweg liep dwars door het domein van het klooster, op 500 meter ten zuiden van het gehucht. Een lange rechthoekige vijver bij het klooster moest gedeeltelijk worden verlegd, waardoor die zijn huidige V-vorm heeft gekregen. Het klooster sneuvelde tien jaar later door de Franse Revolutie en werd grotendeels afgebroken. Het gehucht raakte geïsoleerd. Het verloor zijn economische betekenis en groeide nadien niet meer, wel integendeel. Er werden haast geen woningen bijgebouwd. Meerdere huizen begonnen te vervallen. De herberg werd in de jaren na 1945 niet geklasseerd als monument omdat het dak bedekt was met golfplaten in eternit. De achterkant begon gevaarlijke barsten te vertonen. In de jaren 1970 is het gebouw geleidelijk ingestort. Op dit ogenblik blijft alleen het zijgebouw over. De stallingen en de schuur van de afspanning zijn begin de jaren 1960 ingestort. 
Gelukkig is niet alles verloren gegaan. Een reeks oude woningen langs de Oude Leuvensesteenweg en de Gempemolen werden in de jaren 1960 gerestaureerd. De Gempemolen werd in 1991 door een brouwerij opgekocht en kreeg een grondige opknapbeurt. Het molenhuis is nu een taverne. Zij getuigen samen van het verleden van Gempe.

## Etymologie
De naam 'Gempe' zou van Keltische oorsprong zijn en betekent 'samenvloeiing'. Er vloeien vier grote beken samen: de Sassenbeek, de Molenbeek, de Wingebeek en de Kraaiwinkelbeek.

## Geboren in Gempe
- Georgius Colvenerius (1564-1649), theoloog en kanselier van de Universiteit van Dowaai